# Arrondissement de Prignitz

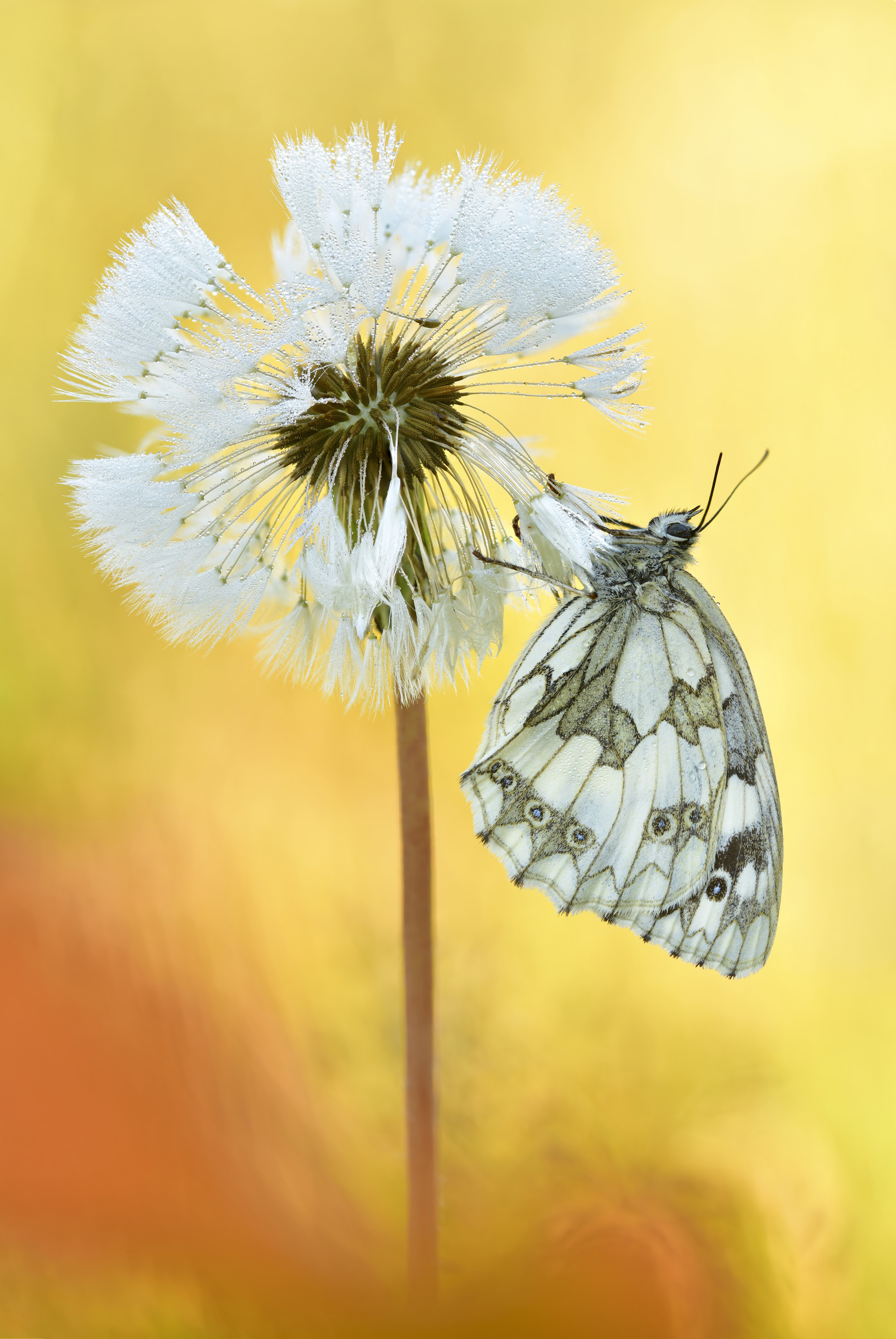
Melanargia galathea sur Asterales en Wittenberge-Rühstädter Elbniederung de l'arrondissement de Prignitz. Juillet 2020.

L'arrondissement de Prignitz est un arrondissement  (« Landkreis » en allemand) du Brandebourg  (Allemagne).
Son chef lieu est Perleberg.

## Villes, communes & communautés d'administration
(nombre d'habitants en 30 septembre 2010)
| Villes ¹ ville appartenant à un Amt (communauté de communes) 1. Bad Wilsnack ¹ (2 642) 2. Lenzen (Elbe) ¹ (2 368) 3. Meyenburg ¹ (2 315) 4. Perleberg (12 390) 5. Pritzwalk (12 638) 6. Putlitz ¹ (2 801) 7. Wittenberge (18 638) Communes n'appartenant pas à un Amt 1. Groß Pankow (Prignitz) (4 153) 2. Gumtow (3 685) 3. Karstädt (6 429) 4. Plattenburg (3 718) | Ämter et leurs communes 1. Bad Wilsnack/Weisen (6 442) 1. Bad Wilsnack, ville (2 642) 2. Breese (1 556) 3. Legde/Quitzöbel (652) 4. Rühstädt (562) 5. Weisen (1 030) 2. Lenzen-Elbtalaue (4 511) 1. Cumlosen (807) 2. Lanz (830) 3. Lenzen (Elbe), ville (2 368) 4. Lenzerwische (506) 3. Meyenburg (4 597) 1. Gerdshagen (530) 2. Halenbeck-Rohlsdorf (610) 3. Kümmernitztal (369) 4. Marienfließ (773) 5. Meyenburg, ville (2 315) 4. Putlitz-Berge (5 137) 1. Berge (802) 2. Gülitz-Reetz (509) 3. Pirow (481) 4. Putlitz, ville (2 801) 5. Triglitz (544) |